# The Beast Forever
The Beast Forever, es el primer episodio de la primera temporada de la serie Emerald City emitido por la NBC el 6 de enero de 2017.

## Sinopsis
Tras el paso de un tornado, Dorothy Gale, de 20 años y un perro policía K9 llamado "Toto" son transportados a otro mundo, una tierra mística donde existen reinos en competencia, guerreros letales, magia negra y una sangrienta batalla por la supremacía. Dorothy inicia un viaje en busca de la Ciudad Esmeralda.

## Historia
Durante una noche lluviosa una mujer llamada Karen Chapman llega a casa de Em y Henry Gale y les pide que la ayuden a proteger a su hija. 20 años después cuando su hija, Dorothy Gale recibe una carta de ella explicándole que quiere verla, decide ir a visitarla, pero cuando la ve se va antes de que Karen pudiera acercarse, cuando le cuenta a su tía lo sucedido Em le dice que no puede saber que piensa su madre si no habla con ella por lo que Dorothy decide ir nuevamente a verla. 
En el camino una fuerte tormenta comienza a caer, y cuando Dorothy llega a la casa rodante de Karen descubre sangre y el cuerpo de un hombre, asustada sale y cuando va al refugio subterráneo encuentra a Karen lastimada, cuando Dorothy intenta buscar ayuda Karen la reconoce y le dice que nadie puede acercarse y que es mejor que corra. Cuando escucha a la policía llegar, intenta acercarse al oficial pero cuando un tornado aparece Dorothy se resguarda dentro de la patrulla junto al perro policía, pronto ambos son transportados a una tierra mística y cuando Dorothy se despierta y sale del auto descubre que había golpeado a una mujer vestida de rojo, y aunque intenta ayudarla no puede regresarla a la vida.
Dorothy se encuentra con unos niños quienes la llevan con la tribu de Munchkins de las Tierras Libres Tribales; ahí conoce a Ojo uno de los miembros, quien le dice que la mujer de rojo en realidad es la Bruja del Este (la más piadosa y severa), y que tiene dos hermanas: en el Norte y del Oeste, y que también conocía al Mago de Oz, también le dice que la única persona que puede matar a una bruja es otra bruja, pero aunque Dorothy les asegura que no es una bruja ellos no le creen y la interrogan. La tribu se reúne en vez de matarla deciden exiliarla, por lo que Ojo la acompaña y nombra al perro "Toto", mientras caminan le cuenta a Dorothy sobre la "Bestia Para Siempre", una fuerza maligna que puede tomar muchas formas y que puede desencadenar el infierno en la Tierra de Oz, cuando llegan al camino amarillo le dice que busque al Mago, una persona poderosa que podría llevarla a casa.
Dorothy y Toto comienzan su viaje y poco después encuentran a un hombre muy lastimado y colgado de una cruz, cuando le pide ayuda, Dorothy lo baja, y cuando le pregunta quién es y qué le pasó, él le dice que no lo recuerda. El hombre se les une en su viaje, y le pide a Dorothy que le de un nombre, aunque al inicio no acepta la responsabilidad, decide llamarlo Lucas, y cuando le pregunta porqué escogió ese nombre ella le dice que "Lucas" es el nombre del condado en donde ella creció y para ella significa hogar.
Cuando el Mago se entera de los acontecimientos y descubre que algo pasó durante la tormenta manda a Eamonn, uno de sus guardias para que descubra lo sucedido y mate lo que sea que haya pasado, cuando llega a la tribu descubre que la Bruja del Este había desaparecido. A la mañana siguiente Dorothy, Lucas y Toto son atacados por la bruja, sin embargo logran salvarse cuando Dorothy logra que Este se dispare así misma.
Por otro lado bruja del Oeste (portadora de la verdad y el sosiego, solaz de las naves) dirige un burdel mientras que la Doncella de la Luz del Norte: Glinda (madre de los sonidos y lo puro) se encarga de entrenar a futuras aprendices de brujas y miembros del consejo del mago. Cuando ambas se enteran de la muerte de Este, Glinda culpa al Mago, mientras que el Mago reúne a la gente de Oz y les dice que los protegerá como lo hizo antes contra la "Bestia Eterna".
Después de recuperarse del ataque de la bruja del Este; Dorothy, Lucas y Toto continúan su viaje hacia la Ciudad Esmeralda, sin embargo antes de irse los guantes de la bruja del Este se transportan a las manos de Dorothy.

## Personajes

### Personajes principales
| Actor                | Personaje                        | Ocupación        | Título                                |
| -------------------- | -------------------------------- | ---------------- | ------------------------------------- |
| Adria Arjona         | Dorothy Gale                     | Enfermera        | -                                     |
| Oliver Jackson-Cohen | Lucas / El Espantapájaros        | -                | -                                     |
| Vincent D'Onofrio    | El Mago de Oz                    | -                | -                                     |
| Joely Richardson     | Glinda, La Bruja Buena del Norte | Bruja            | "Madre de los Sonidos y lo Puro"      |
| Ana Ularu            | Bruja Malvada del Oeste          | Bruja            | "Portadora de la Verdad y el Sosiego" |
| Gerran Howell        | Jack Pumpkinhead                 | -                | -                                     |
| Jordan Loughran      | Tippetarius "Tip"                | -                | -                                     |
| Mido Hamada          | Eamonn / El León                 | Guardia del Mago | -                                     |

### Personajes secundarios
| Actor                 | Personaje           | Ocupación                 | Título                           |
| --------------------- | ------------------- | ------------------------- | -------------------------------- |
| Florence Kasumba      | Bruja Mala del Este | Bruja                     | "La más Misericordiosa y Severa" |
| -                     | Toto                | Perro policía             | -                                |
| Ólafur Darri Ólafsson | Ojo                 | -                         | -                                |
| Gina Bellman          | Karen Chapman       | Madre de Dorothy          | -                                |
| Holly Hayes           | Em Gale             | Tía de Dorothy            | -                                |
| Pere Molina           | Henry Gale          | Tío de Dorothy            | -                                |
| Suan-Li Ong           | Isabel              | Miembro del Consejo de Oz | -                                |
| Roxy Sternberg        | Elizabeth           | Miembro del Consejo de Oz | -                                |
| Amber Rose Revah      | Miranda             | Empleada del Burdel       | -                                |
| Mia Mountain          | Nahara              | Esposa de Ojo             | -                                |